# Habib Sangaré
Habib Sangaré (ur. 26 września 1969) – malijski piłkarz grający na pozycji pomocnika. W swojej karierze rozegrał 4 mecze w reprezentacji Mali.

## Kariera klubowa
W swojej karierze piłkarskiej Sangaré grał w omańskim klubie Sohar SC.

## Kariera reprezentacyjna
W reprezentacji Mali Sangaré zadebiutował 26 marca 1994 roku w wygranym 2:0 grupowym meczu Pucharu Narodów Afryki 1994 z Tunezją, rozegranym w Tunisie. Na tym turnieju zagrał w jeszcze w dwóch meczach: ćwierćfinałowym z Egiptem (1:0) oraz o 3. miejsce z Wybrzeżem Kości Słoniowej (1:3). W kadrze narodowej rozegrał 4 mecze, wszystkie w 1994.